# 有机钋化学
有机钋化学指的是研究包含碳-钋 键的化合物，也就是有机钋化合物的合成方法和性质。
钋是一种强放射性的元素（最常用的钋同位素 210Po的半衰期为 138 天） 。有机钋化学中的大部分仍然是未知的，且由于钋的高能α衰变对化合物的自毁作用，因此大多数已知的有机钋化合物研究仅限于示踪剂水平的研究。  此外，C-Po键甚至比 C-Te和 C-Se键弱。具有这些键的化合物往往会随着时间分解而分别形成元素碲和硒。 
由于无法应用经典的化学方法，使用色谱并以类似的碲化合物作为参考，大多已完成了此类化合物的鉴定。 有机钋化合物是由含有210Bi 的 有机铋化合物衰变而成。 一些化合物已被发现，但尚未鉴定。 
人们相对了解的有机钋化合物包括钋醚 (R2Po)三芳基钋卤化物 (Ar3PoX)和二芳基钋二卤化物 (Ar2PoX2)。 钋还与某些螯合剂，例如2,3-丁二醇和硫脲形成可溶性化合物。 